# George Martin (acteur espagnol)
Pour les articles homonymes, voir Martin et George Martin (homonymie).
George Martin, né Francisco Martínez Celeiro le 18 septembre 1937 à Barcelone et mort le 1er septembre 2021 à Miami, est un acteur espagnol.

## Biographie
Dans sa jeunesse, Francisco Martínez Celeiro fait de la natation et de l'escrime. Il concourt dans un sous-championnat d'Espagne de gymnastique. Progressivement, il abandonne le monde du sport et devient électricien dans le milieu cinématographique puis acteur, d'abord sous le nom d'emprunt Jorge Martín qu'il anglicise ensuite George Martin. Son irruption dans le cinéma a coïncidé avec la popularisation des westerns spaghetti en Espagne. De plus, son passé d'athlète en faisait un candidat apprécié dans les cascades ou pour monter à cheval. Il fait de la figuration dans Nunca es demasiado tarde (1956), Les Corsaires des Caraïbes (1961) ou Le Gladiateur invincible (1961) avant d'avoir un rôle plus étoffé dans Horizontes de luz (1962) de León Klimovsky. Il collabore assidûment avec le producteur et réalisateur Alfonso Balcázar. En 1971, il co-réalise avec Mario Pinzauti son premier film intitulé Allons tuer Sartana. Un an plus tard, il réalise seul Frissons diaboliques. Martin a occupé des postes à responsabilité dans les sociétés de production Tilma Films, CIRE Films et Trans-Overseas Pictures. Il a ensuite créé sa propre société de production ABC Cinematografía. Après avoir réalisé son dernier film, Los hijos de Scaramouche en 1974, il déménage à Miami.

## Filmographie sélective

### Acteur
- 1956 : Nunca es demasiado tarde de Julio Coll
- 1961 : Le Gladiateur invincible (Il gladiatore invincibile) d'Alberto De Martino et Antonio Momplet
- 1961 : Les Corsaires des Caraïbes (Il conquistatore di Maracaibo) d'Eugenio Martín
- 1962 : Horizontes de luz de León Klimovsky
- 1964 : La Furie des Apaches (El Hombre de la diligencia) de José María Elorrieta
- 1964 : La tumba del pistolero d'Amando de Ossorio
- 1964 : Billy le Kid (Fuera de la ley) de León Klimovsky
- 1965 : Un pistolet pour Ringo (Una pistola para Ringo) de Duccio Tessari
- 1965 : Le Retour de Ringo (El retorno de Ringo) de Duccio Tessari
- 1965 : La Frontière de la haine (Rebeldes en Canadá) d'Amando de Ossorio
- 1966 : Très honorable correspondant (Kiss Kiss... Bang Bang) de Duccio Tessari
- 1966 : Lanky, l'homme à la carabine (Per il gusto di uccidere) de Tonino Valerii
- 1967 : Clint, l'homme de la vallée sauvage (Clint el solitario) d'Alfonso Balcázar
- 1967 : Professionnels pour un massacre (Professionisti per un massacro) de Nando Cicero
- 1968 : Typhon sur Hambourg (Con la muerte a la espalda) d'Alfonso Balcázar
- 1970 : Robin des Bois le magnifique (Il magnifico Robin Hood) de Roberto Bianchi Montero
- 1971 : Le Corsaire noir (Il corsaro nero) de Lorenzo Gicca Palli
- 1972 : Gare-toi Gringo v'la Sabata ! (Judas... ¡Toma tus monedas!) d'Alfonso Balcázar
- 1972 : Clint, une corde pour te pendre (El retorno de Clint el solitario) d'Alfonso Balcázar
- 1973 : Chassés-croisés sur une lame de rasoir (Passi di danza su una lama di rasoio) de Maurizio Pradeaux
- 1973 : Trois Supermen dans l'Ouest (Los tres superhombres en el Oeste) d'Italo Martinenghi : George

### Réalisateur
- 1971 : Allons tuer Sartana (Vamos a matar Sartana)
- 1972 : Frissons diaboliques (Escalofrío diabólico)
- 1975 : Los hijos de Scaramouche